# Ascogaster caucasica
Ascogaster caucasica är en stekelart som beskrevs av Kokujev 1895. Ascogaster caucasica ingår i släktet Ascogaster och familjen bracksteklar. Inga underarter finns listade.